# Garut
Garut – miasto w Indonezji w prowincji Jawa Zachodnia. Położone jest około 75 kilometrów na południowy wschód od stolicy prowincji – Bandung.
Populacja w 2010 roku wynosiła 126 tys. ludzi. Powierzchnia wynosi 27,71 kilometrów kwadratowych.

## Turystyka
Przed II wojną światową Garut był znany jako miejsce wypoczynkowe dla holenderskich elit. Odwiedzał to miejsce Charlie Chaplin dwukrotnie. Popularnymi atrakcjami są tutaj pobliskie jeziora, wędrówki piesze, czy gorące kąpiele. Często odwiedzanymi miejscami w tej okolicy są:
- Papandayan, leżący około 15 kilometrów na południowy zachód od miasta.
- Kamoyang – krater wulkaniczny, w którego pobliżu są wody geotermalne.
- Świątynia Cangkuang[2].
- Curog Orog – zespół wodospadów

## Otoczenie
Miasto otoczone jest licznymi wulkanami, takimi jak Galunggung, którego erupcja spowodowała w 1982 roku śmierć 68 ofiar i straty wyceniane na 15 milionów dolarów, Talagabodas mierzące 2200 m n.p.m. czy Guntur, którego ostatnia erupcja miała miejsce w 1847 roku. Na jego terenie znajduje się wyżej wspomniany krater Kamoyang.
W Garut znajdują się też plaże, z których najbardziej znane to plaża Santolo i plaża Sayang Heulang.
Plaża o nazwie Gunung Geder jest z kolei promowana przez rząd Indonezji od 2006.